# Parallelschutzrechte
Parallelschutzrechte sind ein Design und ein technisches Schutzrecht, die – unabhängig voneinander – dasselbe Produkt vor Nachahmung durch unbefugte Dritte schützen. Bei dem technischen Schutzrecht handelt es sich um ein Gebrauchsmuster oder ein Patent.

## Eigenschaften des parallel geschützten Produkts
Da ein Patent oder Gebrauchsmuster nur technische Merkmale, die Erfindungsqualität haben müssen, unter Schutz zu stellen vermag, § 1 Abs. 1 PatG, § 1 Abs. 1 GebrMG, muss sich der betreffende Gegenstand durch technische Eigenschaften auszeichnen.
Andererseits ist einem Designschutz nur die Erscheinungsform des betreffenden Erzeugnisses zugänglich, § 2 Abs. 2 DesignG in Verbindung mit § 1 Nr. 1 DesignG. Das in Rede stehende Erzeugnis muss somit zugleich auch ästhetische Merkmale aufweisen.

## Gründe für einen Parallelschutz
Durch § 1 Abs. 3 Nr. 2 PatG und § 1 Abs. 2 Nr. 2 GebrMG sind „ästhetische Formschöpfungen“ ausdrücklich vom Patent- bzw. Gebrauchsmusterschutz ausgenommen. Vom Designschutz wiederum sind ausdrücklich ausgeschlossen Erscheinungsmerkmale von Erzeugnissen, die ausschließlich durch deren technische Funktion bedingt sind (§ 3 Abs. 1 Nr. 1 DesignG).
Wenn ein Hersteller für sein Produkt sowohl die technischen als auch die ästhetischen Merkmale unter Schutz stellen möchte, muss er somit Gebrauchsmuster- bzw. Patentschutz und Designschutz – jeweils beim Deutschen Patent- und Markenamt (DPMA) – beantragen.

## Welche Produkte kommen für einen parallelen Schutz infrage?
Grundsätzlich sind alle körperlichen Gegenstände einem „parallelen“ Schutz vor Nachahmung zugänglich, sofern sie einerseits „ästhetische Formschöpfungen“ sind, andererseits aber auch erfinderische technische Merkmale aufweisen.
In der heutigen Praxis gewinnt insbesondere das Design für Handel und produzierendes Gewerbe zunehmend an Bedeutung. Das wachsende Bedürfnis der Wirtschaft an Designschutz hat wohl seine Ursache darin, dass sich heute hohe Verkaufszahlen eher durch ein ansprechendes Design als durch technische Finessen des betreffenden Produkts erzielen lassen. Manche Autoren führen diesen Trend auf die moderne Überflussgesellschaft zurück.
Umgekehrt kommt es nicht selten vor, dass bestimmte Produkte, z. B. dekorative Gegenstände, sich zwar in erster Linie durch ästhetische Wirkung auszeichnen, zugleich aber auch gewisse technische Funktionen aufweisen. Beispiele hierfür sind Lampen und Leuchten mannigfaltiger Art und Gestaltung, Raumluftbefeuchter u. a. m. Die technischen Merkmale mögen zwar gegenüber dem Designcharakter des betreffenden Produkts zurücktreten, können aber durchaus einem technischen Schutzrecht zugänglich sein.
Aus dem Vorstehenden ergibt sich, dass für einen „parallelen“ Schutz durch Design und (in der Regel) Gebrauchsmuster in erster Linie dekorative Gegenstände des täglichen Lebens (siehe die o.a. Beispiele) prädestiniert sind.

## Vorteile des Parallelschutzes für den Schutzrechtsinhaber
Wenn ein Wettbewerber nur die technischen Merkmale seines Konkurrenzprodukts unter Umgehung der Schutzansprüche des fremden Gebrauchsmusters abwandelt, so unterliegt er gleichwohl noch immer dem Verbotsrecht des Schutzrechtsinhabers, und zwar aus § 38 Abs. 1 und 2 DesignG sofern das Konkurrenzprodukt in seiner ästhetischen Erscheinungsform dem geschützten Produkt entspricht. Umgekehrt würde eine Abänderung lediglich der ästhetischen Erscheinungsform des Konkurrenzprodukts ohne gleichzeitige Umgehung der geschützten technischen Merkmale den Konkurrenten nicht vom Verbotsrecht des Schutzrechtsinhabers, in diesem Fall aus § 11 GebrMG befreien.

## Abwehr von Ansprüchen aus Parallelschutzrechten
Um den Verbotsansprüchen des Schutzrechtsinhabers zu entgehen, bestehen für den Konkurrenten drei Möglichkeiten: Erstens kann er Umgehungslösungen entwickeln. Der Entwicklungsaufwand hierfür ist allerdings beträchtlich. Muss er doch sowohl die Erscheinungsform wie auch die technischen Merkmale des parallelgeschützten Produkts in relevantem Ausmaß abwandeln.
Die zweite Möglichkeit besteht in einem Lizenzgesuch an den Schutzrechtsinhaber, dem dieser in vielen Fällen auch stattgeben wird. Die Praxis zeigt indessen, dass von dieser – bei volkswirtschaftlicher Betrachtung an sich wünschenswerten – Möglichkeit nur relativ selten Gebrauch gemacht wird, wobei wohl Kostengründe eine wesentliche Rolle spielen dürften.
Die dritte Alternative schließlich, auf die in der Praxis recht häufig zurückgegriffen wird, ist die Abwehr der Ansprüche des Schutzrechtsinhabers im Wege eines juristischen Vorgehens gegen die Parallelschutzrechte. Dieses Unterfangen erweist sich jedoch für den Angreifer regelmäßig als sehr aufwändig. Denn er wird gegen jedes der beiden Schutzrechte ein separates Verfahren anstrengen müssen, wenn er ihre Löschung bzw. Nichtigerklärung erstreiten will. Beide Verfahren sind völlig unabhängig voneinander durchzuführen.

### Das Gebrauchsmusterlöschungsverfahren
Für die Abwehr der Ansprüche aus dem Gebrauchsmuster sind die §§ 15, 16 und 17 GebrMG einschlägig. Gemäß § 16 Satz 1 GebrMG ist die Löschung des Gebrauchsmusters nach § 15 GebrMG beim DPMA schriftlich zu beantragen. Die Durchführung des Verfahrens erfolgt beim DPMA und bestimmt sich im Einzelnen nach § 17 GebrMG.

### Die Nichtigkeitsklage gegen das eingetragene Design
Rechtsgrundlage hierfür ist § 33 DesignG. Zu der bei einem ordentlichen Gericht einzureichenden Klage auf Feststellung der Nichtigkeit des Designs ist gemäß § 33 Abs. 2 Satz 2 DesignG jedermann befugt, also auch der den Ansprüchen des Designinhabers ausgesetzte Wettbewerber. Wenn die Nichtigkeit durch Urteil des Gerichts, § 33 Abs. 2 Satz 1, rechtskräftig festgestellt ist, gelten die »Schutzwirkungen der Eintragung eines Designs … als von Anfang an nicht eingetreten«, § 33 Abs. 3 Satz 1 DesignG.

### Das Verfahren zur Löschung eines Designs
Unter bestimmten Umständen ist auf Antrag an das DPMA auch die Löschung eines eingetragenen Designs möglich. Die Voraussetzungen hierfür sind im Einzelnen aus § 36 Abs. 1 Nr. 2 bis 5 DesignG ersichtlich.

### Die negative Feststellungsklage
Schließlich besteht noch die Möglichkeit, gegen den Inhaber der beiden Schutzrechte vor den ordentlichen Gerichten auf Feststellung zu klagen, dass dieser wegen Nichtschutzfähigkeit der beiden Schutzrechte nicht befugt sei, den Konkurrenten hieraus auf Unterlassung und/oder Schadensersatz in Anspruch zu nehmen. Voraussetzung hierfür ist ein rechtliches Interesse („Feststellungsinteresse“) des Klägers (§ 256 ZPO). Der Vorteil für den Kläger liegt hierbei darin, dass er gegen die beiden Parallelschutzrechte gemeinsam in einem Verfahren vorgehen kann. Allerdings obliegt es ihm, das Gericht von der Nichtschutzfähigkeit jedes einzelnen der beiden Schutzrechte zu überzeugen. Eine Verurteilung des Schutzrechtsinhabers führt bei dieser Abwehrvariante freilich nicht zur Löschung oder Nichtigerklärung der Parallelschutzrechte, so dass ihm weiterhin die zumindest theoretische Möglichkeit offensteht, andere Konkurrenten in Anspruch zu nehmen.